# Centropogon jeppesenii
Centropogon jeppesenii är en klockväxtart som beskrevs av Thomas G. Lammers. Centropogon jeppesenii ingår i släktet Centropogon och familjen klockväxter. Inga underarter finns listade i Catalogue of Life.